# Seleção de Granada de Futebol Feminino
A Seleção de Granada de Futebol Feminino representa Granada no futebol feminino internacional.